# William Thayer
William Turpin Thayer Arteaga (Santiago, 12 de octubre de 1918-ibídem, 28 de mayo de 2018) fue un abogado, académico y político chileno. Se desempeñó como ministro de Estado durante el gobierno del presidente Eduardo Frei Montalva entre 1964 y 1968. Más tarde, ejerció como consejero de Estado en la dictadura militar del general Augusto Pinochet y, tras el retorno a la democracia fungió como senador designado, hasta 1998.

## Familia y estudios
Nació en Santiago, el 12 de octubre de 1918, en el seno de la acomodada familia que conformaban el hombre de ciencias Luis Thayer Ojeda y Laura Arteaga Ureta.
Realizó sus estudios primarios en el Colegio de los Sagrados Corazones (Padres Franceses) de Viña del Mar y los secundarios en el Liceo de esa misma ciudad. Luego continuó los superiores en la carrera de derecho en la Pontificia Universidad Católica (PUC), donde fue alumno de Eduardo Frei Montalva. Egresó en 1942 y obtuvo el título de abogado el 19 de julio de 1945, con la tesis Orientación profesional y vocación jurídica. Durante su servicio militar, al que ingresó en 1939, tuvo como instructor al entonces teniente Augusto Pinochet.
Una vez egresado de la universidad se desempeñó como abogado en el área de derecho del trabajo, dedicándose además a la docencia en la misma casa de estudios donde se formó y en la Universidad de Chile.
El 30 de noviembre de 1945, contrajo matrimonio con la escritora Alicia Morel Chaignau, con quien tuvo siete hijos. A través de uno de sus hijos, Luis Thayer Morel, es abuelo del sociólogo Luis Thayer Correa, actual director nacional del Servicio Nacional de Migraciones de Chile.

## Vida política

### Falangista
Comenzó sus actividades políticas militando en la Juventud  Conservadora, en la Escuela de Derecho su universidad, siendo tesorero de la Federación de Estudiantes, secretario general y vicepresidente de la Asociación Nacional de Estudiantes Católicos entre 1940 y 1941  y presidente del Centro de Alumnos de Derecho en 1941.
En 1942, se incorporó a las filas de la Falange Nacional (FN) y luego, en 1957, fue miembro fundador del Partido Demócrata Cristiano (PDC). En mayo de 1948, junto con otros empresarios, por invitación del abogado y sacerdote jesuita Alberto Hurtado, formó la Unión Social de Empresarios Cristianos (USEC).
El 3 de noviembre de 1964 fue nombrado como ministro del Trabajo y Previsión Social por el presidente Eduardo Frei Montalva. Simultáneamente, durante el desempeño del puesto, tuvo que fungir como ministro subrogante en la cartera de Salud Pública; entre el 23 de septiembre y el 12 de octubre de 1965, y en segunda ocasión, entre el 23 de septiembre y el 17 de octubre de 1966, reemplazando en ambas al ministro titular, Ramón Valdivieso. Dejó el Ministerio del Trabajo y Previsión Social el 15 de febrero de 1968, siendo trasladado el mismo día a la cartera de Justicia, sirviendo como tal hasta el 14 de agosto; paralelamente, actuó una vez más, como ministro subrogante pero en la cartera de Educación Pública, desde el 17 de febrero hasta el 4 de marzo de 1968.
El 28 de junio de 1968, en reunión del Claustro Pleno, fue elegido como rector de la Universidad Austral de Chile (Uach), por un periodo de cuatro años, siendo reelegido con el 68 % de los sufragios por el periodo siguiente también de cuatro años. Sin embargo, esta segunda vez ejerció por unos meses, hasta octubre de 1973, cuando fue destituido por la Junta Militar de Gobierno que se instaló después del golpe militar del 11 de septiembre. En el ejercicio del cargo, impulsó el carácter regional de la Universidad Austral, reactivando el Instituto de Estudios Regionales, que a la fecha de su elección estaba inactivo. Asimismo, en febrero de 1971, firmó un convenio con el Banco Interamericano de Desarrollo (BID), para poner en práctica el «Plan de Desarrollo Institucional», que permitió la construcción del Edificio Gabriela Mistral (A), actual Biblioteca Central; Edificio Pugin (B) y Edificio Federico Saelzer (C), todos ubicados en el campus Isla Teja.

### Colaborador de la dictadura militar

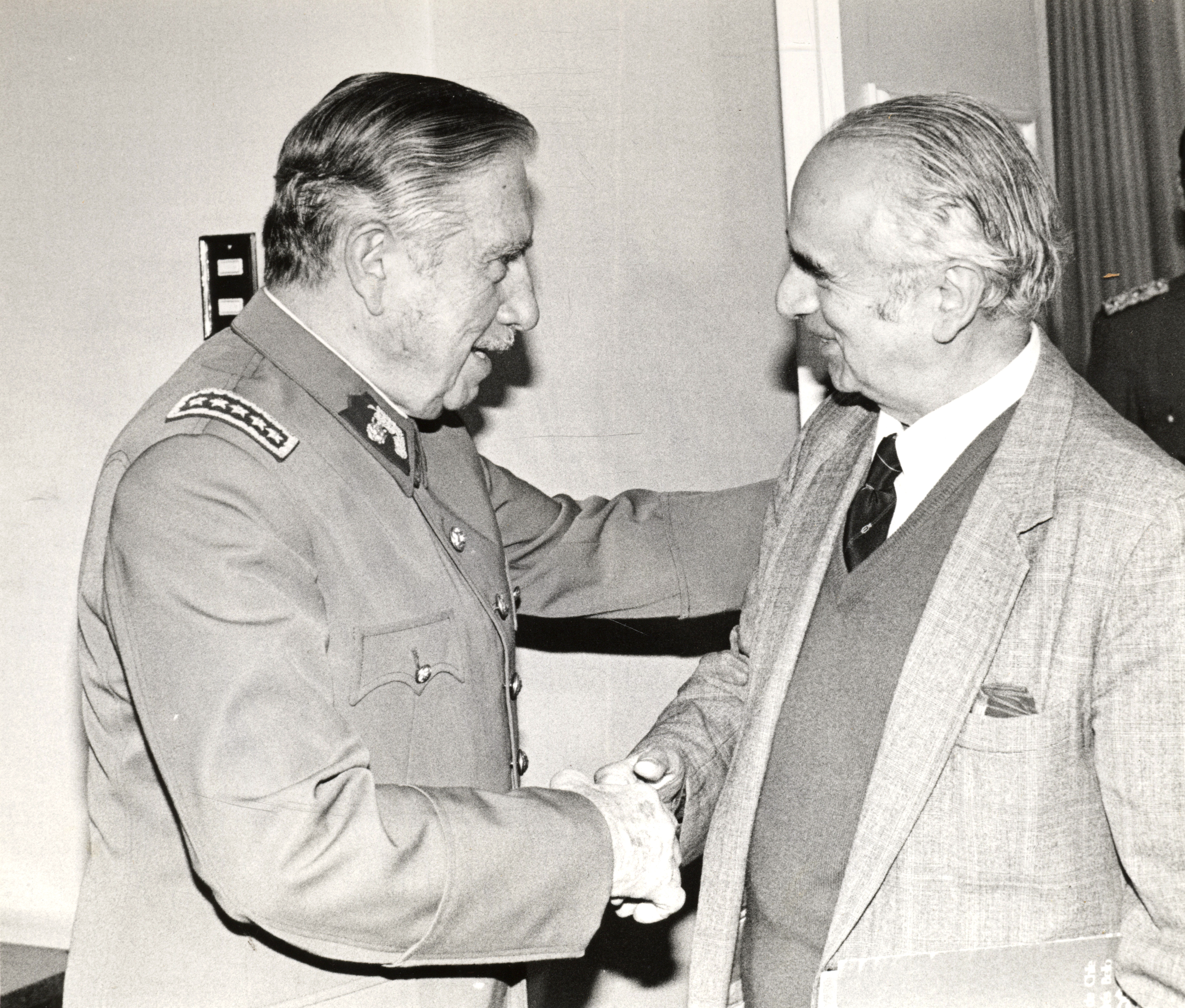
Augusto Pinochet y William Thayer.

Durante la dictadura militar del general Augusto Pinochet cumplió funciones de asesor en el sector público. Por haber aceptado cargos en esta administración, fue expulsado del PDC en marzo de 1975.
En 1974 fue elegido miembro del Consejo Ejecutivo de la Unesco en reemplazo de Pablo Neruda y en 1978 fue asesor del ministro de Relaciones Exteriores. Integró la Comisión Legislativa II entre 1976 y 1978. En este mismo periodo, ejerció la dirección ejecutiva de Televisión Nacional de Chile (TVN).
El 20 de marzo de 1981, fue designado integrante del Consejo de Estado, en su calidad de exrector de la Universidad Austral, permaneciendo en el cargo hasta 1990. Simultáneamente se desempeñó en la gerencia general de la Editorial Jurídica de Chile-Editorial Andrés Bello, hasta 1989. En diciembre de 1983 fundó junto a Juan de Dios Carmona el Movimiento Social Cristiano —que agrupaba a sectores del PDC que apoyaron al régimen de Pinochet—, el cual se integró al Frente Nacional del Trabajo que dirigía Sergio Onofre Jarpa.
El 20 de julio de 1984 se integró al Instituto de Chile como miembro de número de la Academia Chilena de Ciencias Sociales, Políticas y Morales, con la conferencia titulada: Notas para una comprensión del Pluralismo chileno.
En 1987, fue uno de los fundadores del partido Renovación Nacional (RN). Dos años más tarde, renunció a la colectividad tras ser designado senador institucional.

### Senador y últimos años
En marzo de 1990 fue designado senador por Pinochet, en su calidad de exrector de una universidad reconocida por el Estado para el periodo legislativo 1990-1998. Integró la Comisión Permanente de Trabajo y Previsión Social; y la de Educación y Cultura. Una vez concluido su periodo como senador, se dedicó principalmente a la docencia en la Universidad del Desarrollo donde, además, se desempeñó como vicerrector.
Desde 1997 ejerció como vicerrector de la Universidad Las Condes y, posteriormente, fue presidente del consejo de dicha entidad. En otras labores docentes, ocupó el cargo de profesor investigador de la Universidad Finis Terrae.[cita requerida] La Sociedad Chilena del Derecho del Trabajo y de la Seguridad Social editó en su homenaje una obra jurídica específicamente dedicada al derecho del trabajo.[cita requerida]
Entre otras actividades, fue presidente del Instituto Chileno-Israelí (1981-1986) y socio fundador de la ONG OikosChile para la biodiversidad y la sustentabilidad (2007-2009).[cita requerida]
Falleció en Santiago, el 28 de mayo de 2018.

## Obras escritas
Fue autor de las siguientes obras:
- Orientación profesional y vocacional jurídica, 1944.
- El marxismo: teoría y acción, 1964.
- Trabajo, empresa y revolución, 1968
- Manual de Derecho del Trabajo
- La apertura política, 1984.
- Código del Trabajo: introducción y notas, 1987.

## Distinciones
- Doctor Honoris Causa de la Universidad Austral de Chile[2]
- Premio Consejo Nacional de Seguridad[2]
- Oficial de la Orden al Mérito de la República de Francia[2]

## Nota
1. ↑  De origen estadounidense y, antes, británico, este pertenecía a la segunda generación de la familia Thayer nacida en Chile.